# باشگاه فوتبال بنونتو
باشگاه فوتبال بنونتو (ایتالیایی: Benevento Calcio) یک باشگاه فوتبال ایتالیایی در شهر بنونتو است که در سال ۱۹۲۹ میلادی تأسیس شده است و هم اکنون در سری سی رقابت می‌کند.
افتخارات:
۱قهرمانی سری بی در فصل۲۰۱۹
۱قهرمانی سری سی در فصل۲۰۱۶